# Sjtokman-feltet
Sjtokman-feltet (russisk: Штокмановское месторождение, tr. Sjtokmanovskoje mestorozjdenije; engelsk: Shtokman field) er verdens største gasfelt til havs. Feltet ligger i Barentshavet og indeholder ifølge russiske Gazproms vurdering 3,94 billioner kubikmeter gas (ca. 7 års europæisk forbrug). Sjtokman-feltet er opkaldt efter den sovjetiske geofysiker Vladimir Sjtokman.
Feltet, der ligger 550 km nord for Murmansk, blev fundet i 1981. Udbygningen af Sjtokman-feltet bliver en af de mest komplicerede udbygninger offshore nogensinde. Feltet ligger langt fra land og vejrforholdene er særdeles vanskelige. 25. oktober 2007 blev det bekendtgjort at StatoilHydro havde indgået aftale med Gazprom om udviklingen af gasfeltet, hvor det norske selskab fik en ejerandel på 24 %, mens Gazprom og franske Total fik henholdsvis 51 % og 25 % ejerandel i Shtokman Development Company.
På grund af det øgede udbud af amerikansk skifergas, besluttede ejerne i 2010 at udsætte projektet i tre år.
Aktionæraftalen udløb 30. juni 2012 uden at udbygningen var startet. Statoil afskrev derfor investeringen i projektet og overlod aktierne til Gazprom. I august 2012 beluttede Gazprom at lægge projektet på is på grund af høje udbygningsomkostninger og lave gaspriser. Selskabet har siden ført samtaler med andre udenlandske parter i håb om at finde en ny forretningsmodel for projektet.